# Glenea circulomaculata
Glenea circulomaculata är en skalbaggsart som beskrevs av Stefan von Breuning 1965. Glenea circulomaculata ingår i släktet Glenea och familjen långhorningar.
Artens utbredningsområde är Laos. Inga underarter finns listade i Catalogue of Life.